# Phylloxiphia oberthueri
Phylloxiphia oberthueri là một loài bướm đêm thuộc họ Sphingidae. Loài này có ở các khu rừng vùng đất thấp from Liberia và Bờ Biển Ngà phía đông đến Cộng hòa Dân chủ Congo.